# 平田憲一郎
平田 憲一郎（ひらた けんいちろう、1950年11月7日 - ）は、日本の国土交通官僚。国土交通省鉄道局長を経て、千葉ニュータウン鉄道代表取締役社長、北総鉄道代表取締役社長、京成電鉄代表取締役副社長等を歴任した。

## 人物・経歴
東京都立日比谷高等学校を経て、1974年東京大学法学部卒業、運輸省入省。2001年国土交通省大臣官房会計課長。2002年国土交通省航空局飛行場部長。2003年国土交通省大臣官房審議官（都市・地域整備局担当）。2004年国土交通省総合政策局次長。2005年海上保安庁次長。2006年国土交通省鉄道局長。2007年財団法人運輸政策研究機構主席研究員。同年日本政策投資銀行理事。2008年株式会社日本政策投資銀行常務執行役員。
2012年京成電鉄株式会社常務取締役鉄道本部長。2013年千葉ニュータウン鉄道株式会社代表取締役社長。2014年北総鉄道株式会社代表取締役社長、京成電鉄株式会社専務取締役鉄道本部長、株式会社藤ヶ谷カントリークラブ監査役。2015年京成電鉄株式会社代表取締役専務取締役鉄道本部長。2016年京成電鉄株式会社代表取締役副社長鉄道本部長。2017年京成電鉄株式会社取締役。2018年北総鉄道株式会社取締役会長。2020年北総鉄道株式会社相談役。2021年瑞宝中綬章受章。